# Гиацинтовые ара
Гиаци́нтовые а́ра (лат. Anodorhynchus) — род птиц семейства попугаевых.

## Внешний вид
Довольно крупные попугаи. Имеются неоперённые участки у основания клюва и вокруг глаз, уздечка оперённая. Клюв у них сильный и крупный.

## Распространение
Обитают в ряде стран Южной Америки: в Парагвае, Аргентине, Уругвае и Бразилии.

## Образ жизни
Населяют тропические галерейные леса. Образ их жизни в природе изучен мало. Известно, что держатся они парами или семейными группами. Питаются пальмовыми орехами, плодами и другой растительной пищей.

## Размножение
Гнездятся в дуплах деревьев или норах, которые роют себе сами при помощи клюва и лап в обрывистых берегах рек. Иногда строят себе гнёзда в нишах скал и в расселинах среди камней. В кладке 2—4 яйца.

## Угрозы и охрана
Все 3 вида занесены в международную Красную книгу МСОП и Приложения 1,2 конвенции CITES, как редкие и вымирающие.

## Содержание
В неволе их держат в основном в зоопарках, потому что они находятся под охраной, торговля этими видами запрещена.

## Классификация
Род включает в себя 3 вида:
- Серо-голубой гиацинтовый ара (Anodorhynchus glaucus)
- Гиацинтовый ара (Anodorhynchus hyacinthinus)
- Малый гиацинтовый ара (Anodorhynchus leari)